# Liste der Bodendenkmäler in Töging am Inn
Auf dieser Seite sind die Bodendenkmäler in der oberbayerischen Stadt Töging am Inn zusammengestellt. Diese Tabelle ist eine Teilliste der Liste der Bodendenkmäler in Bayern. Grundlage ist die Bayerische Denkmalliste, die auf Basis des Bayerischen Denkmalschutzgesetzes vom 1. Oktober 1973 erstmals erstellt wurde und seither durch das Bayerische Landesamt für Denkmalpflege geführt wird. Die folgenden Angaben ersetzen nicht die rechtsverbindliche Auskunft der Denkmalschutzbehörde.

## Bodendenkmäler in der Stadt (Gemarkung) Töging a.Inn
| Lage                                  | Objekt | Akten-Nr.     | Bild           |
| ------------------------------------- | --- | ------------- | -------------- |
| Töging a.Inn (Standort)               | Straßenstation, Siedlung und Brandgräberfeld der römischen Kaiserzeit. Siehe auch: Brandgrab, Römische Kaiserzeit                                                                     | D-1-7741-0004 |                |
| Töging a.Inn (Standort)               | Straße der römischen Kaiserzeit mit begleitenden Materialentnahmegruben (Teilstück der Trasse Augsburg-Wels).                                                                         | D-1-7741-0005 |                |
| Töging a.Inn (Standort)               | Körpergräber des Endneolithikums oder der frühen Bronzezeit. Siehe auch: Körpergrab, neolithikum, Bronzezeit                                                                          | D-1-7741-0017 |                |
| Töging a.Inn (Standort)               | Körpergräber des frühen Mittelalters. | D-1-7741-0018 |                |
| Töging a.Inn (Standort)               | Siedlung vor- und frühgeschichtlicher Zeitstellung. | D-1-7741-0031 |                |
| Töging a.Inn (Standort)               | Siedlung des Neolithikums. | D-1-7741-0183 |                |
| Töging a.Inn Hauptstraße 9 (Standort) | Untertägige mittelalterliche und frühneuzeitliche Befunde im Bereich der Katholischen Pfarrkirche St. Johann Baptist in Töging a. Inn. Siehe auch: St. Johann Baptist (Töging am Inn) | D-1-7741-0202 | weitere Bilder |
| Töging a.Inn (Standort)               | Untertägige frühneuzeitliche Befunde im Bereich der Eremitei Häublberg in Engfurt mit der Katholischen Kapelle Hl. Dreifaltigkeit und ihres Vorgängerbaus.                            | D-1-7741-0263 | weitere Bilder |